# Sudiat Dali
Sudiat Dali (né le 25 juin 1962 à Singapour) est un joueur de football international singapourien, qui évoluait au poste de milieu de terrain.
Au début de sa carrière, il est connu sous le nom de Mike Hammer (personnage populaire de roman et de bande dessinée) pour son style de défense très agressif qui lui valait des avertissements ou des suspensions de la part des arbitres.
Il a entraîné l'équipe de football de l'école polytechnique de Nanyang (en) lors du championnat de l'école polytechnique et de l'institut d'enseignement technique en 2009.
Il est actuellement l'entraîneur de l'équipe de football du Jurong Junior College (en).

## Biographie

### Carrière en club
De 1986 à 1991, il joue au Singapore FA (en). Dali joue également pour le Geylang United Football Club. Il participe à la Coupe de Malaisie de football.

### Carrière en sélection
Il joue avec l'équipe de Singapour entre 1985 et 1990[réf. nécessaire].
Il participe avec l'équipe de Singapour à la Coupe d'Asie des nations de 1984.